# Liste des plus hautes grandes roues au monde
Liste non exhaustive des plus hautes grandes roues du monde.
| Nom                                   | Hauteur (m) | Année     | Pays           | Localisations                                                       | Remarques |
| ------------------------------------- | ----------- | --------- | -------------- | ------------------------------------------------------------------- | --- |
| Ain Dubai (en)                        | 250         | 2018      | EAU            | Bluewaters Island, Dubaï                                            | Inaugurée le 21 octobre 2021.                                                                                           |
| High Roller                           | 168         | 2014      | USA            | Las Vegas                                                           | Plus haute grande roue de 2014 à 2021.                                                                                  |
| Singapore Flyer                       | 165         | 2008      | Singapour      | Singapour                                                           | Plus haute grande roue de 2008 à 2014.                                                                                  |
| Étoile de Nanchang                    | 160         | 2006      | Chine          | Nanchang                                                            | Plus haute grande roue de 2006 à 2008.                                                                                  |
| London Eye                            | 135         | 2000      | UK             | Londres                                                             | Plus haute grande roue d'Europe. Plus haute grande roue de 2000 à 2006.                                                 |
| Orlando Eye                           | 122         | 2015      | USA            | Orlando                                                             | |
| Suzhou Ferris Wheel                   | 120         | 2009      | Chine          | Giant Wheel Park, Suzhou                                            | |
| Tianjin Eye                           | 120         | 2007      | Chine          | Tianjin                                                             | Seule grande roue construite sur un pont.                                                                               |
| The Southern Star                     | 120         | 2008      | Australie      | Melbourne                                                           | En réfection depuis 2009.                                                                                               |
| Changsha Ferris Wheel                 | 120         | 2004      | Chine          | Changsha                                                            | |
| Zhengzhou Ferris Wheel                | 120         | 2003      | Chine          | Zhengzhou                                                           | |
| Sky Dream Fukuoka                     | 120         | 2001-2009 | Japon          | Fukuoka                                                             | Vendue et démantelée à partir de 2010 (à la suite d'un accident, travaux arrêtés depuis juillet 2011)                   |
| Daiya to Hana Ferris Wheel            | 117         | 2001      | Japon          | Kasai Rinkai Park, Tokyo                                            | |
| Daikanransha                          | 115         | 1999      | Japon          | Odaiba, Tokyo                                                       | Plus haute grande roue de 1999 à 2000.                                                                                  |
| Star of Tai Lake                      | 115         | 2008      | Chine          | Lac Tai, Wuxi                                                       | |
| Cosmo Clock 21 (2e installation)      | 112.5       | 1999      | Japon          | Cosmoworld, Yokohama                                                | |
| Tempozan Harbor Village Ferris Wheel  | 112.5       | 1997      | Japon          | Port d'Osaka                                                        | Plus haute grande roue de 1997 à 1999.                                                                                  |
| Harbin Ferris Wheel                   | 110         | 2003      | Chine          | Harbin                                                              | |
| Jinjiang Park Ferris Wheel            | 108         | 2002      | Chine          | Jin Jiang Action Park, Shanghai                                     | |
| Cosmo Clock 21 (1re installation)     | 107.5       | 1989      | Japon          | Cosmoworld, Yokohama                                                | Plus haute grande roue de 1989 à 1997.                                                                                  |
| Space Eye                             | 100         | ?         | Japon          | Space World, Kitakyūshū                                             | |
| Grande roue de Paris                  | 96          | 1900-1920 | France         | Paris                                                               | Construite en 1900 pour l'exposition universelle, démantelée entre 1920 et 1922. Plus haute grande roue de 1900 à 1920. |
| Alem Cultural and Entertaining Center | 95          | 2012      | Turkmenistan   | Achgabat                                                            | Plus haute grande roue du monde dans un espace clos.                                                                    |
| The Great Wheel                       | 94          | 1895-1907 | UK             | Earls Court, Londres                                                | Plus haute grande roue de 1895 à 1900. Démantelée en 1907.                                                              |
| Aurora                                | 90          | ?         | Japon          | Nagashima Spa Land, Kuwana                                          | |
| Eurowheel                             | 90          | 1999      | Italie         | Mirabilandia, Savio                                                 | La seconde roue la plus haute d'Europe.                                                                                 |
| Rio Star                              | 88          | 2019      | Brésil         | Port de Rio de Janeiro, Rio de Janeiro                              | Plus haute grande roue d'Amérique latine.                                                                               |
| Sky Wheel                             | 88          | ?         | Taiwan         | Janfusun Fancyworld, Koo-Kung Hsiang                                | |
| Technostar / Technocosmos             | 85          | 1985      | Japon          | Expoland, Osaka, Honshū (?-2009) Expo '85, Tsukuba, Honshū (1985-?) | A été relocalisée et renommée. Plus haute grande roue en fonction de 1985 à 1989.                                       |
| The Ferris Wheel                      | 80          | 1893-1906 | USA            | Chicago                                                             | Démantelée en 1906. |
| Mashhad Fun Fair                      | 80          | 2001      | Iran           | Mashhad                                                             | |
| Mtatsminda Ferris Wheel               | 80          | 2010      | Géorgie_(pays) | Tbilisi                                                             | installé sur 324 mètres d'altitude au-dessus de la ville.                                                               |
| HEP Five                              | 75          | 1998      | Japon          | Osaka                                                               | Si on inclut le bâtiment sur lequel elle est posée, elle atteint 106 m.                                                 |
| Panoramic Wheel (ou Moscow-850)       | 75          | 1995      | Russie         | Moscou                                                              | Conçue pour les 850 ans de la fondation de Moscou célébrée en 1997.                                                     |
| Polaris Tower                         | 72          | 1993      | Corée du Sud   | Daejeon                                                             | |
| Miramar Entertainment Park            | 70          | 2004      | Taiwan         | Taipei                                                              | Si on inclut le bâtiment sur lequel elle est posée, elle atteint 100 m.                                                 |
| Grande roue de Paris (3e modèle)      | 70          | 2015      | France         | Paris                                                               | |
| Texas Star                            | 65          | 1985      | USA            | Fair Park, Dallas                                                   | |
| Shining Flower                        | 61.4        | ?         | Japon          | Yomiuri Land, Inagi                                                 | |
| Great Smoky Mountain Wheel            | 61          | 2013      | USA            | Pigeon Forge, Tennessee                                             | |
| Grande roue de Montréal               | 60          | 2017      | Canada         | Montréal                                                            | La plus haute installation du genre au Canada.                                                                          |
| Navy Pier Ferris Wheel                | 60          | 2016      | USA            | Chicago                                                             | |
| Pampanga Eye                          | 60          | 2014      | Philippines    | San Fernando                                                        | |
| Grande roue de Hong Kong              | 60          | 2014      | Chine          | Hong Kong                                                           | |
| Baku Ferris Wheel                     | 60          | 2014      | Azerbaïdjan    | Bakou                                                               | |
| Grande roue de Vienne                 | 64.8        | 1897      | Autriche       | Vienne                                                              | Plus haute grande roue en fonction de 1920 à 1985.                                                                      |
| Grande Roue                           | 60          | 2017      | France         | Le Cap d'Agde                                                       | |
| Grande roue                           | 60          | 2009      | France         | Nigloland, Dolancourt                                               | Plus grande roue stationnaire de France actuellement. Au centre-ville de Metz chaque hiver depuis 2010.                 |
| Roue de la place Bellecour            | 60          | 2008      | France         | Lyon                                                                | |
| Wheel of Brisbane                     | 60          | 2008      | Australie      | Brisbane                                                            | |
| Eye on Malaysia                       | 60          | 2007      | Malaisie       | Kuala Lumpur                                                        | |
| Hablützel Ferris Wheel                | 60          | 2003      | Suisse         | (Structure mobile)                                                  | Structure mobile. |
| Wheel of Birmingham                   | 60          | 2003-2006 | UK             | Birmingham                                                          | Déplacée en Australie en 2006.                                                                                          |
| Steiger-60-metres Ferris Wheel        | 60          | 1980      | Allemagne      | (Structure mobile)                                                  | Structure mobile. |
| Grande roue de Ronce                  | 55          | 2013      | France         | Ronce-les-Bains                                                     | Une des dix plus hautes grandes roues de France.                                                                        |
| Niagara SkyWheel                      | 53.3        | 2006      | Canada         | Niagara Falls                                                       | |
| Grande roue de Seattle                | 53.3        | 2012      | USA            | Seattle                                                             | |
| Grande roue d'Alger                   | 50.2        | 2017      | Algérie        | Alger                                                               | La plus grande roue d'Afrique.                                                                                          |
| La Grande roue                        | 50          | 2016      | France         | Lille                                                               | Structure mobile. |
| Grande roue                           | 50          | 2017      | France         | Clermont-Ferrand                                                    | Structure mobile. |
| Grande Roue d'Agadir                  | 50          | 2014      | Maroc          | Agadir                                                              | une des plus grandes roues d'Afrique.                                                                                   |